# Kabinetsherschikking in het Verenigd Koninkrijk 2020

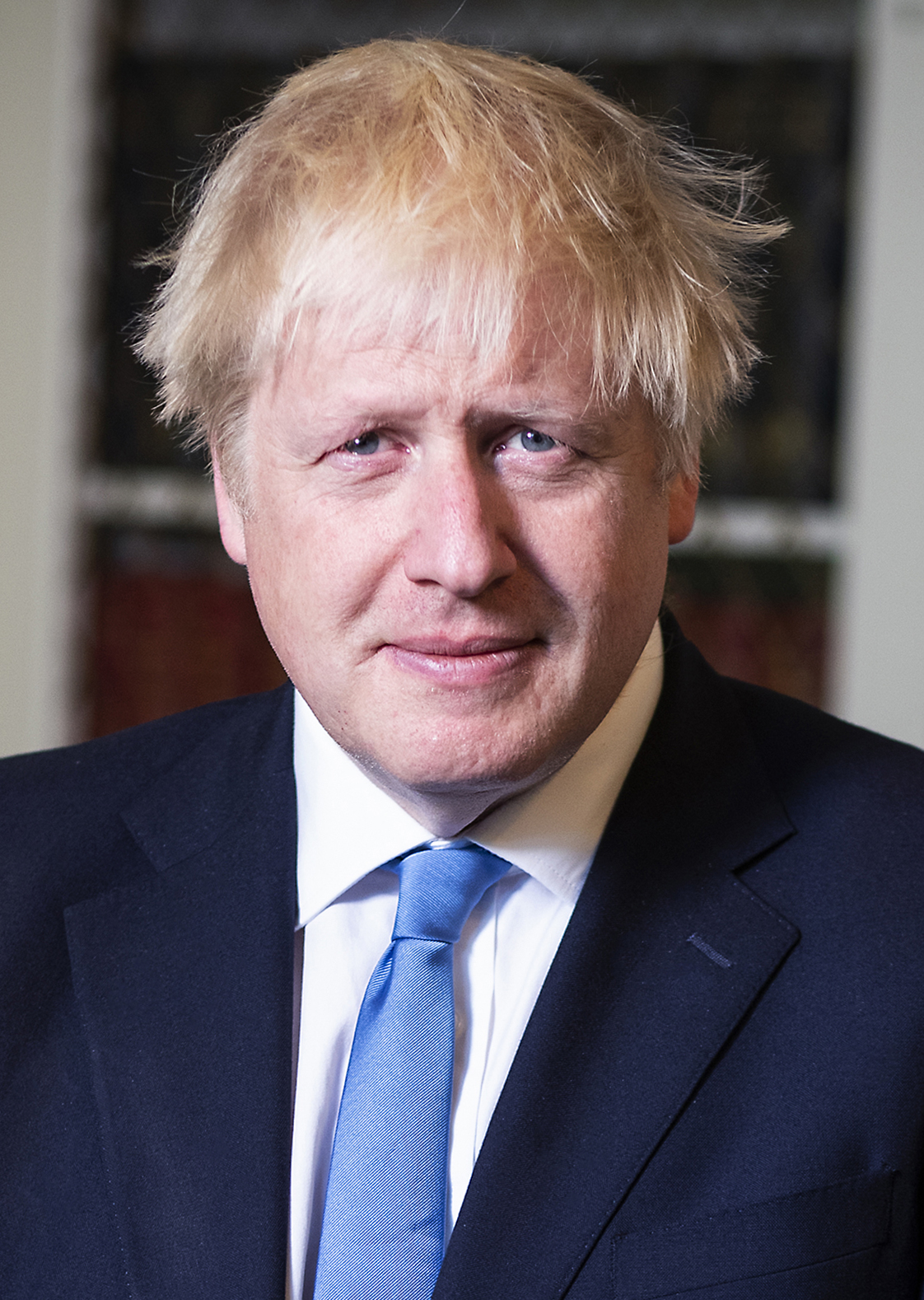
Boris Johnson

De kabinetsherschikking in het Verenigd Koninkrijk van 13 februari 2020 vond plaats tijdens het tweede premierschap van Boris Johnson. Hij presenteerde deze enkele maanden na de algemene verkiezingen in december en formele datum van de brexit uit de Europese Unie op 31 januari.
De herschikking wordt in de pers wel "The St Valentine's Day Massacre" genoemd, vanwege de samenloop met Valentijnsdag. De naam zelf verwijst naar het Valentijnsdagbloedbad uit 1929.
Johnson ontsloeg bij elkaar vijf ministers en herschikte een aantal posities meer. Hij voerde eveneens een herschikking door onder junior-ministers en een benoemde daarnaast een aantal politici voor whip-functies.

## Herschikkingen van ministers
| ■ Toetreding | ■ Vertrek |

| Minister | Minister             | Positie vóór herschikking                                                                          | Resultaat van herschikking                                                                                       |
| -------- | -------------------- | -------------------------------------------------------------------------------------------------- | --- |
|          | Nicky Morgan         | Staatssecretaris van Digitaal, Cultuur, Media en Sport                                             | Verliet de regering                                                                                              |
|          | Oliver Dowden        | Minister voor Kabinetszaken Paymaster-generaal                                                     | Staatssecretaris van Digitaal, Cultuur, Media en Sport geworden                                                  |
|          | Julian Smith         | Staatssecretaris voor Noord-Ierland                                                                | Verliet de regering                                                                                              |
|          | Brandon Lewis        | Staatsminister van Veiligheid en plaatsvervanger voor Brexit en voorbereiding van geen deal        | Werd staatssecretaris voor Noord-Ierland                                                                         |
|          | Esther McVey         | Onderminister van Volkshuisvesting en Ruimtelijke Ordening                                         | Verliet de regering                                                                                              |
|          | Andrea Leadsom       | Staatssecretaris van Business, Energie en Industriële Strategie                                    | Verliet de regering                                                                                              |
|          | Alok Sharma          | Staatssecretaris voor Ontwikkelingssamenwerking                                                    | Staatssecretaris voor Business, Energie en Industriële Strategie                                                 |
|          | Anne-Marie Trevelyan | Staatsminister van de strijdkrachten                                                               | Werd staatssecretaris voor Ontwikkelingssamenwerking                                                             |
|          | Geoffrey Cox         | Procureur-generaal voor Engeland en Wales Advocaat-generaal voor Noord-Ierland                     | Verliet de regering                                                                                              |
|          | Suella Braverman     | Backbench                                                                                          | Werd procureur-generaal voor Engeland en Wales en advocaat-generaal voor Noord-Ierland                           |
|          | Theresa Villiers     | Staatssecretaris van Milieu, Voedselvoorziening en Plattelandszaken                                | Verliet de regering                                                                                              |
|          | Rishi Sunak          | Hoofdsecretaris van HM Treasury                                                                    | Werd kanselier van de schatkist                                                                                  |
|          | George Eustice       | Onderminister van Landbouw, Visserij en Voedselvoorziening                                         | Staatssecretaris van Milieu, Voedsel en Plattelandszaken geworden                                                |
|          | Sajid Javid          | Kanselier van de schatkist                                                                         | Ontslag genomen nadat hij weigerde zijn adviseurs te ontslaan                                                    |
|          | Michael Gove         | Kanselier van het hertogdom Lancaster                                                              | Extra rol gekregen als minister van het kabinet                                                                  |
|          | Stephen Barclay      | Backbench MP, voorheen staatssecretaris voor het verlaten van de Europese Unie tot 31 januari 2020 | Werd Hoofd-secretaris van HM Treasury                                                                            |
|          | James Slim           | Minister zonder portefeuille (Voorzitter van de Conservatieve Partij)                              | Verliet het kabinet; werd minister van staat voor het Midden-Oosten en Noord-Afrika en Ontwikkelingssamenwerking |
|          | Amanda Milling       | Plaatsvervangend regeringszweep Penningmeester van het huishouden                                  | Werd minister zonder portefeuille (en voorzitter van de conservatieve partij)                                    |
|          | Jake Berry           | Staatsminister van het Northern Powerhouse                                                         | Ontslag genomen                                                                                                  |

## Herschikkingen van junior-ministers
Intrede
- James Brokenshire
- Penny Mordaunt
- Vicky Ford
- Alex Chalk
- Amanda Solloway
- Chloe Smith
- Gillian Keegan
- Helen Whately
- James Duddridge
- James Heappey
- Jeremy Quin
- John Whittingdale
- Julia Lopez
- Michelle Donelan
- Nigel Huddleston
- Paul Scully
- Rachel Maclean
- Robin Walker
- Simon Clarke
- Victoria Prentis

Vertrek
- Andrew Murrison
- Chris Skidmore
- George Freeman
- Heather Wheeler
- Nus Ghani
- Paul Maynard